# Leonel Reyes
Leonel Reyes (ur. 19 listopada 1976 w La Paz) – boliwijski piłkarz występujący na pozycji pomocnika. Obecnie występuje w klubie Club Bolívar. Wcześniej grał w klubie Universidad Iberoamericana.